# Valve

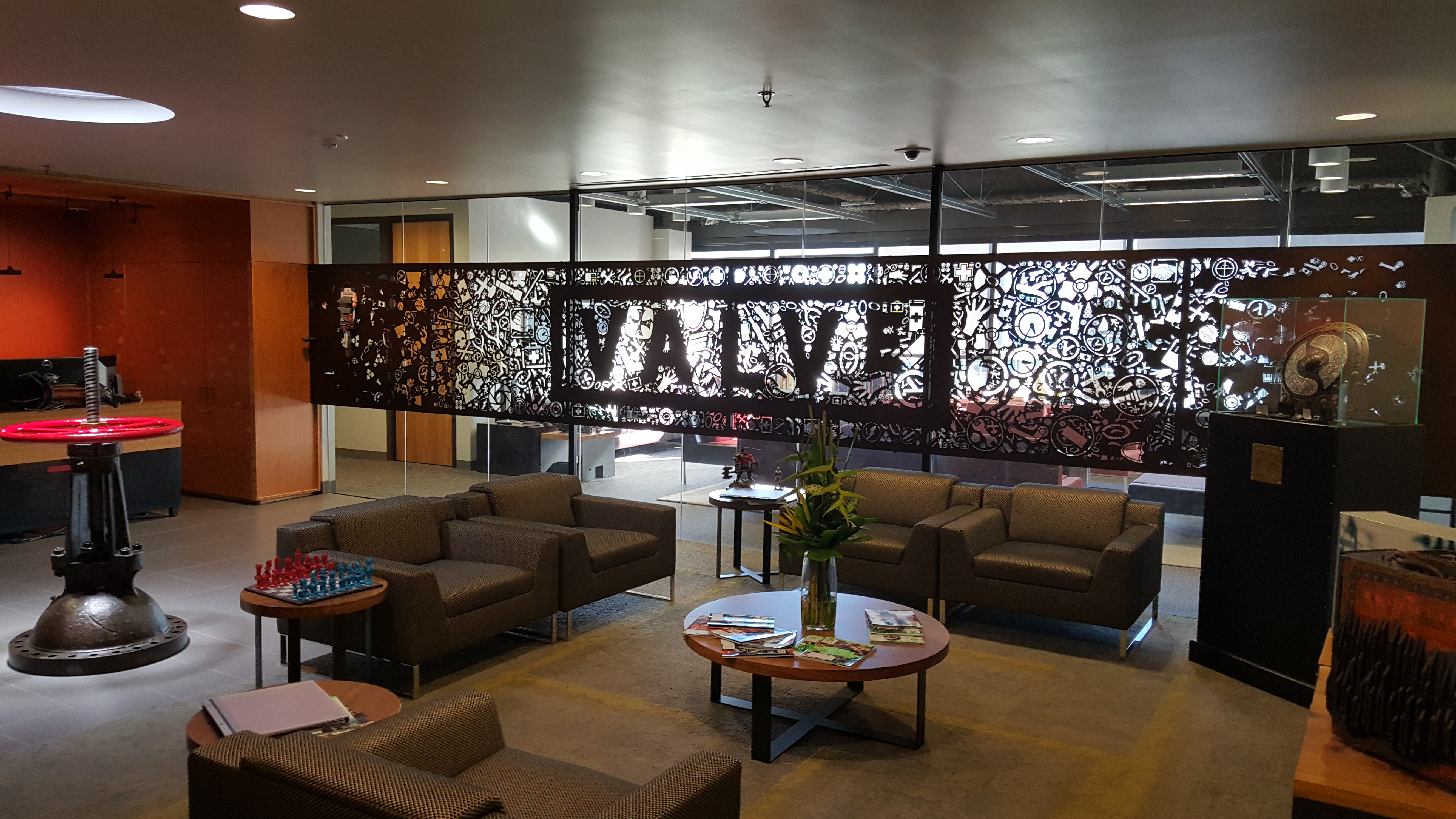
Lobby-Bereich der ehemaligen Büroräume von Valve (2016)

Valve Corporation [vælv] (englisch „Ventil“) ist ein US-amerikanisches Softwareunternehmen mit Sitz in Bellevue im US-Bundesstaat Washington. Valve wurde 1996 von Gabe Newell und Mike Harrington, vormals zwei hochrangige Mitarbeiter von Microsoft, gegründet.
Das Unternehmen entwickelte zunächst ausschließlich Computer- und Konsolenspiele und etablierte sich 1998 mit Half-Life bis heute auf dem Computerspielemarkt. Valve expandierte mit der Veröffentlichung der Internet-Vertriebsplattform Steam im Jahr 2003 jedoch im nächsten Jahrzehnt zu einem digitalen Publisher für Spiele und Software. Im Jahr 2013 veröffentlichte Valve mit SteamOS ein kostenloses Betriebssystem basierend auf der Linux-Distribution Debian bzw. Arch Linux. SteamOS wurde ab dem Jahr 2015 bei den Steam Machines – einer Serie von Komplettsystemen, welche mit diversen Kooperationspartnern entwickelt wurden – von Werk aus installiert. Wie auch bei den Steam Machines kooperiert Valve bei eigenen Hardware-Projekten mit anderen Unternehmen, so wurde die Virtual-Reality-Brille Vive mit HTC entwickelt und vermarktet.

## Firmengeschichte

### Gründung und Organisation
Valve wurde von den langjährigen Microsoft-Mitarbeitern Gabe Newell und Mike Harrington am 24. August im Jahr 1996 gegründet. Die Firma war zunächst in Kirkland situiert und zog im April 2003 in die nahegelegene Stadt Bellevue um. Im Jahr 2010 wechselte man erneut in größere Büroräume, weiterhin in Bellevue, um das stetige Wachstum an Mitarbeitern zu ermöglichen.
Die Organisation der Firma gilt als „radikal flach“, d. h., es gibt außer Gabe Newell, der als CEO agiert, keine formellen Hierarchien und alle Entscheidung werden im Konsens von selbstgebildeten Teams getroffen (die sich je nach Bedarf jeweils neu formieren); ein Handbuch, das diese Organisationsform für neue Mitarbeiter auslegt, hat im Internet eine weite Verbreitung gefunden und ist in Literatur und Wissenschaft mehrfach als Paradebeispiel solcher Organisationen diskutiert worden. Der spätere griechische Finanzminister Yanis Varoufakis arbeitete zeitweise für Valve und schildert die Organisationsform in seinen Werken.

### Half-Life
Nachdem Valve sich die Rechte an der Engine des Spiels Quake über Michael Abrash, einen Freund und Mitarbeiter bei id Software, hatte sichern können, begann man Ende 1996 mit der Arbeit an Half-Life. Nachdem das Spiel zunächst Ende 1997 hätte auf den Markt kommen sollen, wurde es letztlich am 19. November 1998 veröffentlicht und war finanziell erfolgreich. Das Spiel konnte dem Genre der Ego-Shooter neue Impulse verleihen und wurde später durch die Community auch um zahlreiche Mods, wie zum Beispiel Counter-Strike, Team Fortress Classic oder Day of Defeat, erweitert. Valve übernahm zu dieser Zeit viele Entwickler und Modifikationen und führte sie als kommerziell-vertriebene Produkte fort. Insbesondere die Counter-Strike-Serie gehört bis heute zu den meistgespielten Online-Taktik-Shootern.

### Vertriebsplattform Steam
Valve veröffentlichte zusammen mit Counter-Strike 1.6 die Verkaufsplattform Steam, welche es erlaubt, Spiele von Valve, anderen Publishern und unabhängigen Spieleentwicklern über das Internet zu kaufen. Darüber hinaus bietet die Plattform kostenlose Spiele wie Team Fortress 2, Spiele-Trailer, Demos und allgemeine Software-Applikationen an. Valve gilt mit seiner Plattform Steam als Vorreiter des Vertriebs von Spielen über das Internet. Die Nutzung von Steam ist gratis, wobei Nutzer ohne Guthaben oder gekaufte Produkte einigen Limitierungen unterliegen.

### Spiel-Engine Source
Nachdem Half-Life und zahlreiche Modifikationen des Spiels erfolgreich gewesen waren, veröffentlichte Valve im Jahr 2004 mit Half-Life 2 und Counter-Strike: Source die Source-Engine, welche für über ein Jahrzehnt als Grundlage für alle Valve-Titel dienen sollte. Insgesamt wurden Ableger für sechs Spieleserien der Firma mit der Engine entwickelt: Half-Life, Team Fortress, Portal, Counter-Strike, Left 4 Dead und Day of Defeat. Dabei wurde die Source-Engine über die Jahre stets weiterentwickelt und mit neuen Features ausgestattet.
Am 3. März 2015 kündigte Valve den Nachfolger Source 2 an, welche eine größere Iteration der Source-Engine darstellt und im September 2015 zunächst als Update für Dota 2 veröffentlicht wurde. Für Counter-Strike 2 kommt es ebenfalls zum Einsatz.

### Steam Machines
Valve kündigte Ende 2012 an, derzeit an einer eigenen Videospiel-Konsole bzw. einem kompakten Mini-PC zu arbeiten, welcher in Konkurrenz zur aktuellen und kommenden Konsolengeneration stehen soll. Auch andere Hersteller sollen zur Produktion solcher Geräte ermutigt werden. Valve hatte eine Kooperation mit dem PC-Hersteller Xi3 abgeschlossen, um diesen bei der Produktion eines solchen Gerätes, des Xi3 Piston, zu unterstützen, dabei handelt es sich aber nicht um Valves Steam Machines. Die Steam Machine wurde erstmals auf der Consumer Electronics Show 2013 gezeigt. Betriebssystem in Valves Steam Machines war die hauseigene Linux-Distribution SteamOS, aber nur ein kleiner Teil der auf Steam verfügbaren Spiele wird von den Entwicklern mit Linux-Unterstützung entwickelt. Mithilfe der Emulationssoftware Wine konnte dennoch versucht werden, Spiele ohne native Linux-Unterstützung auszuführen. Valve gab die Zahl unterstützter Spiele mit rund 4400 an (von rund 21.000 gesamt im Steam Store), allerdings wurden hier auch alle DLC hinzugerechnet, sodass die effektive Zahl deutlich darunter lag. 2015 veröffentlicht, wurden die Steam Machines bereits 2018 wieder aus dem Steam Store entfernt. In einem Blog-Post räumte Valve den finanziellen Misserfolg ein und erklärte, sie hätten einiges über das Linux-Ökosystem gelernt und würden weiter an ihren Plänen für eine offene Spieleplattform festhalten. Zudem sähen sie die freie auf Windows wie Linux verfügbare Grafik-API Vulkan als den Schlüssel und würden weiterhin „beträchtliche Mittel“ investieren. Tatsächlich hat Valve seither ein eigenes Fork von Wine namens Proton entwickelt, durch den sich die Unterstützung von Windows-Spielen unter Linux beträchtlich verbessert hat.

### HTC Vive
Am 1. März 2015 stellte HTC die HTC Vive, ein Head-Mounted Display, für die Darstellung einer virtuellen Realität vor. Die Vive ist eine Co-Produktion zwischen Valve und HTC. Valve veröffentlichte am 5. April 2016 "The Lab", eine Sammlung von experimentellen Spielen von Valve, für SteamVR und das HTC Vive Headset.

### Valve Index
Am 30. April 2019 kündigte Valve ein eigens entwickeltes Head-Mounted Display für die Verwendung mit SteamVR an. Gegenüber der HTC Vive wurden Auflösung, Bildwiederholrate, Audio-Ausgabe sowie die optische Darstellung verbessert. Des Weiteren werden zusammen mit dem Head-Mounted Display die sogenannten Index Controller veröffentlicht, die es ermöglichen, die Bewegung einzelner Finger zu erfassen. Die Hardware wurde am 28. Juni 2019 veröffentlicht.

### Steam Deck
Am 15. Juli 2021 stellte Valve eine Handheld-Spielekonsole und tragbaren Personal Computer vor. Nachdem die Veröffentlichung im Dezember 2021 aufgrund von Lieferengpässen hatte verschoben werden müssen, gab Valve im Januar 2022 bekannt, dass der Marktstart für den 25. Februar 2022 geplant sei und ab dem 28. Februar 2022 der Versand erfolgen soll.

## Übersicht der Projekte
Valve lizenziert die Source-Engine an Entwicklerstudios, die auf dieser Basis eigene Computerspiele entwickeln. Dies trifft auch auf die zuvor genutzte GoldSrc-Engine zu. 2015 kündigte Valve den Nachfolger Source 2 an, die Engine soll kostenlos erhältlich sein. Auch die Online-Vertriebsplattform Steam wird von Valve entwickelt und betrieben. Seit dem Jahr 2004 ist Steam die Vertriebsplattform aller Projekte des Unternehmens.

### Computerspiele
| Jahr | Titel                            | Genre                    | Plattform(en)         | Plattform(en)                            |
| Jahr | Titel                            | Genre                    | PC                    | Weitere                                  |
| ---- | -------------------------------- | ------------------------ | --------------------- | ---------------------------------------- |
| 1998 | Half-Life                        | Ego-Shooter              | Windows, macOS, Linux | PlayStation 2                            |
| 1999 | Half-Life: Opposing Force        | Ego-Shooter              | Windows, macOS, Linux |                                          |
| 1999 | Team Fortress Classic            | Ego-Shooter              | Windows, macOS, Linux |                                          |
| 2000 | Ricochet                         | Ego-Shooter              | Windows, macOS, Linux |                                          |
| 2000 | Counter-Strike                   | Ego-Shooter              | Windows, macOS, Linux |                                          |
| 2001 | Half-Life: Blue Shift            | Ego-Shooter              | Windows, macOS, Linux |                                          |
| 2001 | Deathmatch Classic               | Ego-Shooter              | Windows, macOS, Linux |                                          |
| 2003 | Day of Defeat                    | Ego-Shooter              | Windows, macOS, Linux |                                          |
| 2004 | Counter-Strike: Source           | Ego-Shooter              | Windows, macOS, Linux |                                          |
| 2004 | Half-Life 2                      | Ego-Shooter              | Windows, macOS, Linux | Xbox, Xbox 360, PlayStation 3            |
| 2004 | Half-Life 2: Deathmatch          | Ego-Shooter              | Windows, macOS, Linux |                                          |
| 2004 | Half-Life: Source                | Ego-Shooter              | Windows, macOS, Linux |                                          |
| 2005 | Day of Defeat: Source            | Ego-Shooter              | Windows, macOS, Linux |                                          |
| 2005 | Half-Life 2: Lost Coast          | Ego-Shooter              | Windows, macOS, Linux |                                          |
| 2006 | Half-Life Deathmatch: Source     | Ego-Shooter              | Windows, macOS        |                                          |
| 2006 | Half-Life 2: Episode One         | Ego-Shooter              | Windows, macOS, Linux | Xbox 360, PlayStation 3                  |
| 2007 | Half-Life 2: Episode Two         | Ego-Shooter              | Windows, macOS, Linux | Xbox 360, PlayStation 3                  |
| 2007 | Portal                           | Adventure/Puzzlespiel    | Windows, macOS, Linux | Xbox 360, PlayStation 3, Nintendo Switch |
| 2007 | Team Fortress 2                  | Ego-Shooter              | Windows, macOS, Linux | Xbox 360, PlayStation 3                  |
| 2008 | Left 4 Dead                      | Ego-Shooter              | Windows, macOS, Linux | Xbox 360                                 |
| 2009 | Left 4 Dead 2                    | Ego-Shooter              | Windows, macOS, Linux | Xbox 360                                 |
| 2010 | Alien Swarm                      | Third-Person-Shooter     | Windows               |                                          |
| 2011 | Portal 2                         | Adventure/Puzzlespiel    | Windows, macOS, Linux | Xbox 360, PlayStation 3, Nintendo Switch |
| 2012 | Counter-Strike: Global Offensive | Ego-Shooter              | Windows, macOS, Linux | Xbox 360, PlayStation 3                  |
| 2013 | Dota 2                           | MOBA                     | Windows, macOS, Linux |                                          |
| 2018 | Artifact                         | Online-Sammelkartenspiel | Windows, macOS, Linux |                                          |
| 2019 | Dota Underlords                  | Auto-Chess-Variante      | Windows, macOS, Linux | Android, iOS                             |
| 2020 | Half-Life: Alyx                  | VR Ego-Shooter           | Windows, Linux        |                                          |
| 2022 | Aperture Desk Job                | Action                   | Windows, Linux        |                                          |
| 2023 | Counter-Strike 2                 | Ego-Shooter              | Windows, Linux        |                                          |

### Software
| Jahr | Software               | Kurzbeschreibung |
| ---- | ---------------------- | --- |
| 1998 | GoldSrc (Goldsource)   | Spiel-Engine für Half-Life                                                                                            |
| 2002 | Valve Anti-Cheat (VAC) | Software zur Erkennung von Cheatern in Onlinespielen                                                                  |
| 2003 | Steam                  | Internet-Vertriebsplattform für Computerspiele und Software                                                           |
| 2004 | Source                 | Spiel-Engine für Half-Life 2                                                                                          |
| 2004 | Source SDK             | Software Development Kit zum Entwickeln von Mods und anderen Inhalten auf Basis der Source-Engine                     |
| 2012 | Source Filmmaker (SFM) | Software zur Erstellung von Animationen mit Valves Source-Engine                                                      |
| 2014 | VOGL                   | Debugger für die Programmierschnittstelle OpenGL                                                                      |
| 2015 | Steam Link App         | App für Android und IOS, die es ermöglicht Spiele vom Handy/ Tablet über das Internet am eigenen Computer zu spielen. |
| 2015 | Source 2               | Größere Iteration der Source-Engine, welche im Jahr 2015 als Teil eines Updates für Dota 2 veröffentlicht wurde       |

### Hardware
| Hardware-Name              | Veröffentlichung | Kurzbeschreibung |
| -------------------------- | ---------------- | --- |
| Steam Link                 | November 2015    | Netzwerkgerät, welches das Streamen von Inhalten (z. B. Computerspiele) von PCs zu Fernsehgeräten im lokalen Netzwerk ermöglicht                              |
| Steam Controller           | November 2015    | Eigens entwickeltes Gamepad |
| Steam Machine              | November 2015    | Eine Reihe von Spielkonsolen mit Linux-basiertem Betriebssystem, die in Kooperation Hardwareherstellern entwickelt und vermarktet wurden.                     |
| HTC Vive                   | April 2016       | Head-Mounted Display, welches von HTC in Kooperation mit Valve entwickelt wird.                                                                               |
| Valve Index                | Juni 2019        | Unabhängig entwickeltes Head-Mounted Display |
| Valve Index Controller     | Juni 2019        | Unabhängig entwickelte VR-Controller zur Bewegungs- und Fingersteuerung                                                                                       |
| Valve-Index-Basisstationen | Juni 2019        | System zur millimetergenauen Ortung von Sensoren innerhalb eines begrenzten Raumes; Weiterentwicklung der für die HTC Vive verwendeten Lighthouse-Technologie |
| Steam Deck                 | Februar 2022     | Handheld-Konsole auf Linux-Basis für PC-Spiele |

### Sonstige Projekte
Im März 2014 veröffentlichte Valve den Dokumentarfilm Free to Play kostenlos über die eigene Distributionsplattform Steam, der drei professionelle Dota-2-Spieler auf ihrem Weg zum Turnier The International begleitet. Außerdem hat Valve verschiedene Sequenzen der Leben verschiedenster Profi-Spieler von Counter-Strike: Global Offensive veröffentlicht.

## Rechtsstreitigkeiten

### Rechtsstreit mit Vivendi
Vor der Veröffentlichung von Half-Life 2 im Jahr 2004 gab es zwischen Valve und deren Vertriebspartner Vivendi einen Rechtsstreit, ob Half-Life 2 über Steam vertrieben werden dürfte. Den Rechtsstreit konnte Valve für sich entscheiden, da mit Vivendi schon 2001 ein Vertrag abgeschlossen wurde, der besagt, dass Valve die alleinigen Vertriebsrechte über das Internet hat. Vivendi musste außerdem eine Strafe zahlen, da sie Valve-Produkte über Internet-Cafés zur Verfügung gestellt hatten. Vivendi Universal kündigte den Vertrag mit Valve zum 31. August 2005. Seit 1. September 2005 ist Electronic Arts (EA) der Vertriebspartner für Retail-Versionen von Valve-Spielen.

### Rechtsstreit mit Activision Blizzard
Im April 2009 initiierte Valve einen Rechtsstreit mit Activision Blizzard, nachdem diese Sierra Entertainment über den Kauf der Mutterfirma Vivendi ebenfalls übernommen hatte. Nach Angaben Valves hat Activision den Gerichtsbeschluss des zuvor stattgefundenen Rechtsstreits zwischen Valve & Vivendi gebrochen, da Activision nur 1.967.796 Dollar der zuvor zugesagten 2.391.932 Dollar bezahlt hat und die verbleibenden 424.136 Dollar nicht zahlen wollte, mit der Angabe, dass diese Summe bereits durch zu hohe Zahlungen in der Vergangenheit gedeckt wurden.

### Rechtsstreit mit Blizzard Entertainment
Kurz nachdem Valve die Marke Dota angemeldet hatte, um sich die Rechte für Dota 2 zu sichern, startete die Firma DotA Allstars, hinter welcher Mitwirkende der ursprünglichen Warcraft-3-Modifikation Defense of the Ancients (häufig DotA genannt) standen, einen Markenrechtsstreit im August 2010. DotA Allstars wurde daraufhin im Jahr 2011 an Blizzard Entertainment verkauft, dem Entwicklerstudio der Warcraft-Serie. Im November 2011 wurde die Marke Dota zunächst erfolgreich Valve zugeschrieben, worauf Blizzard erneut einen Markenrechtsstreit initiierte. Dabei berief man sich auf die Nutzungslizenz des Editors, mit welchem die Spielemodifikation Defense of the Ancients zunächst entwickelt wurde, und den vollständigen Besitz der Firma DotA Allstars, die man zuvor übernommen hatte. Am 11. Mai 2012 kündigten Blizzard und Valve an, dass der Rechtsstreit beigelegt wurde. Valve behielt die Rechte, den Ausdruck Dota kommerziell zu nutzen, während Blizzard nichtkommerzielle Nutzung des Ausdrucks gestattet wurden. Blizzard änderte daraufhin den Namen ihrer StarCraft-2-Karte Blizzard DOTA zu Blizzard All-Stars. Blizzard All-Stars wurde daraufhin in ein eigenes Spiel umgewandelt, welches später als Heroes of the Storm erschien.

### Rechtsstreit mit der Europäischen Kommission
Im Februar 2017 startete die Europäische Kommission eine Untersuchung, um Verstöße gegen den Digitalen Binnenmarkt, insbesondere Geoblocking sowie weitere Diskriminierung auf Basis des Nutzerstandortes in der EU festzustellen. Valve soll das Blockieren von Produktschlüsseln ermöglicht haben. Im April 2019 wurden die Erstergebnisse der Untersuchung öffentlich gemacht und Valve sowie weiteren Publishern die Möglichkeit gegeben, sich zu den Vorwürfen zu äußern. Valve hat sich entschieden, die Untersuchung und daraus resultierende Strafen vor dem Gerichtshof der Europäischen Union mittels Nichtigkeitsklage anzufechten. Im Januar 2021 veröffentlichte die Europäische Kommission eine Presseaussendung, in welcher die Strafzahlungen aufgelistet sind. Da Valve nicht mit der Europäischen Kommission kooperierte, wurde das volle Strafmaß von 1.624.000 € verhängt. Ende September 2023 entschied der Gerichtshof der Europäischen Union, die Klage abzuweisen.